# استن مارش
استنلی رندال یا به اختصار استن مارش از شخصیت‌های اصلی مجموعه تلویزیونی پارک جنوبی است.
صدای این شخصیت توسط تری پارکر اجرا می‌شود که خود از سازندگان این سریال است. استن یکی از از چهار شخصیت محوری ساوث پارک است. کایل برافلووسکی، کنی مک کورمیک و اریک کارتمن چهار دانش اموز مدرسه ابتدایی محله پارک جنوبی هستند. اولین حضور استن مارش بر صفحه تلویزیون به سال ۱۹۹۲ بر می‌گردد.
استن تجربه‌هایی را پشت سر می‌گذارد که برای دانش آموزی مانند او در یک منطقه دور افتاده (ایالت کلرادو) عجیب است. استن در کل آدمی خوش برخورد، سر به زیر، حرف گوش کن و دارای حس همیاری و کمک است. وی اغلب به همراه کایل نقش اصلی داستان را بر عهده می‌گیرد. دیالوگ‌های وی بیشتر انعکاس نظرات و ایده‌های بزرگسالانه بر گرفته از سیاست، دین، فرهنگ جامعه پسند و فلسفه است.

## نقش
استن در ساوث پارک به همراه پدرش رندی، زمین‌شناس، و مادرش شارون که یک منشی در کلینیک است زندگی می‌کند. همچنین شلی خواهر بزرگتر استن نیز با آنها زندگی می‌کند که اغلب باعث اذیت و آزار استن در خانه می‌شود. پدربزرگ ماروین نیز که که بر روی صندلی چرخدار است، جزو خانواده آن هاست که استن را به اشتباه "بیلی" صدا می‌کند.
در میان تمام کاراکترهای سریال ساوث پارک، استن مارش تنها کسی است که تصویری از یک بچه طبیعی معمولی و یک امریکایی و اجتماعی را نشان می‌دهد.